# 桜井宏 (アナウンサー)
桜井 宏（さくらい ひろし、1951年8月20日 - ）は、フリーアナウンサー。元HBC北海道放送のアナウンサー。

## 略歴・人物
新潟県新潟市出身。小学生時代は放送部で、この時すでに周りから「声がいいね」と言われたことがあったが、高校生時代までは特にアナウンサーになろうとは思っておらず、そう思い始めたのは　大学でアナウンス研究会に入ってからのことだった。青山学院大学経営学部卒業後、1974年HBCに入社。同期は田中徳志郎（1992年没）。以前は帯広放送局や函館放送局の地方局に在籍していた事もあり、函館局時代には同局のローカル番組『ぐるっと道南お昼です!』を自ら立ち上げた。2016年8月20日付で定年退職。フリーアナウンサーとなるが、看板番組である「朝刊さくらい」の出演は継続する。
趣味は読書及び本の収集で、ニール・サイモンの戯曲を好んでいたこともあった。
地元・札幌のJリーグサッカークラブ「コンサドーレ札幌」を、地元局のアナウンサーとして公私共に積極的に応援している熱血サポーターである。

## 担当番組

### 現在
- 朝刊さくらい

### 過去

#### ラジオ
- ぐるっと道南お昼です（函館放送局ローカル）
- とべとべ十勝（帯広放送局ローカル）
- 桜井宏の夜はこれから
- いきいきいい朝
- モーニングポップス
- 夕刊さくらい〜ニュースのツボ!〜
- さくらいさんとやまうちくん

#### テレビ
- HBCゆうやけワイド・テレビ一番星
- ほっとないとHOKKAIDO - 最末期放送の「クイズここが考えどこ!」司会
- グッチーの 今日ドキッ!